# Lin-čching
Lin-čching (čínsky pchin-jinem Línqīng, znaky zjednodušené 临清, tradiční 臨清) je městský okres v městské prefektuře Liao-čcheng ležící na západě provincie Šan-tung v Čínské lidové republice při hranici s provincií Che-pej.
Městský okres má 709 tisíc obyvatel (1999), vlastní město má 143 tisíc obyvatel (k roku 2000). Město leží na soutoku Velkého kanálu a řeky Wej. Nachází se 380 km jižně od Pekingu na železniční trati Peking–Hongkong. Hospodářství města stojí na lehkém průmyslu.

## Historie
Lin-čching bylo zapadlé město, dokud nebylo roku 1289 napojeno na Velký kanál. Poté rychle vyrostlo ve středisko obchodu mezi severem a jihem Číny. Se zánikem plavby na velkém kanále koncem říše Jüan upadlo. Se vznikem říše Ming se roku 1369 stalo sídlem okresu a po opětném obnovení provozu kanálu roku 1415 se mu vrátil předešlý význam.
Stalo se důležitým centrem obchodu s textilem, obilím a stavebními materiály. Bylo jedním z pěti míst na Velkém kanálu, ve kterých se shromažďovala rýže vybraná na daních, aby byla dopravena do Pekingu a k armádě na severní hranici. Po roce 1450 se stalo důležitým střediskem obchodu se solí. Roku 1489 byl jeho význam potvrzen povýšením z okresu na kraj. V 16. století ve městě rozkvetl stavební průmysl, když řemeslníci a dělníci povolávání v rámci pracovní povinnosti zde začali vyrábět cihly a kachle určené pro stavby na severu, namísto aby cestovali až do Pekingu.
K předním místním památkám patří pagoda Še-li, mešity z mingské doby, městské muzeum.
Z Lin-čchingu pocházejí tchangský hudebník Lu Cchaj, mingský básník Sie Čen, kuomintangský generál Čang C’-čung a historik-indolog Ťi Sien-lin.